# 李宗爱
李宗爱（韓語：이종애，1975年3月18日—），韩国前篮球运动员。她曾代表韩国参加1996年夏季奥运会、2000年夏季奥运会、2004年夏季奥运会和2008年夏季奥运会女子篮球比赛。